# Silnik odrzutowy

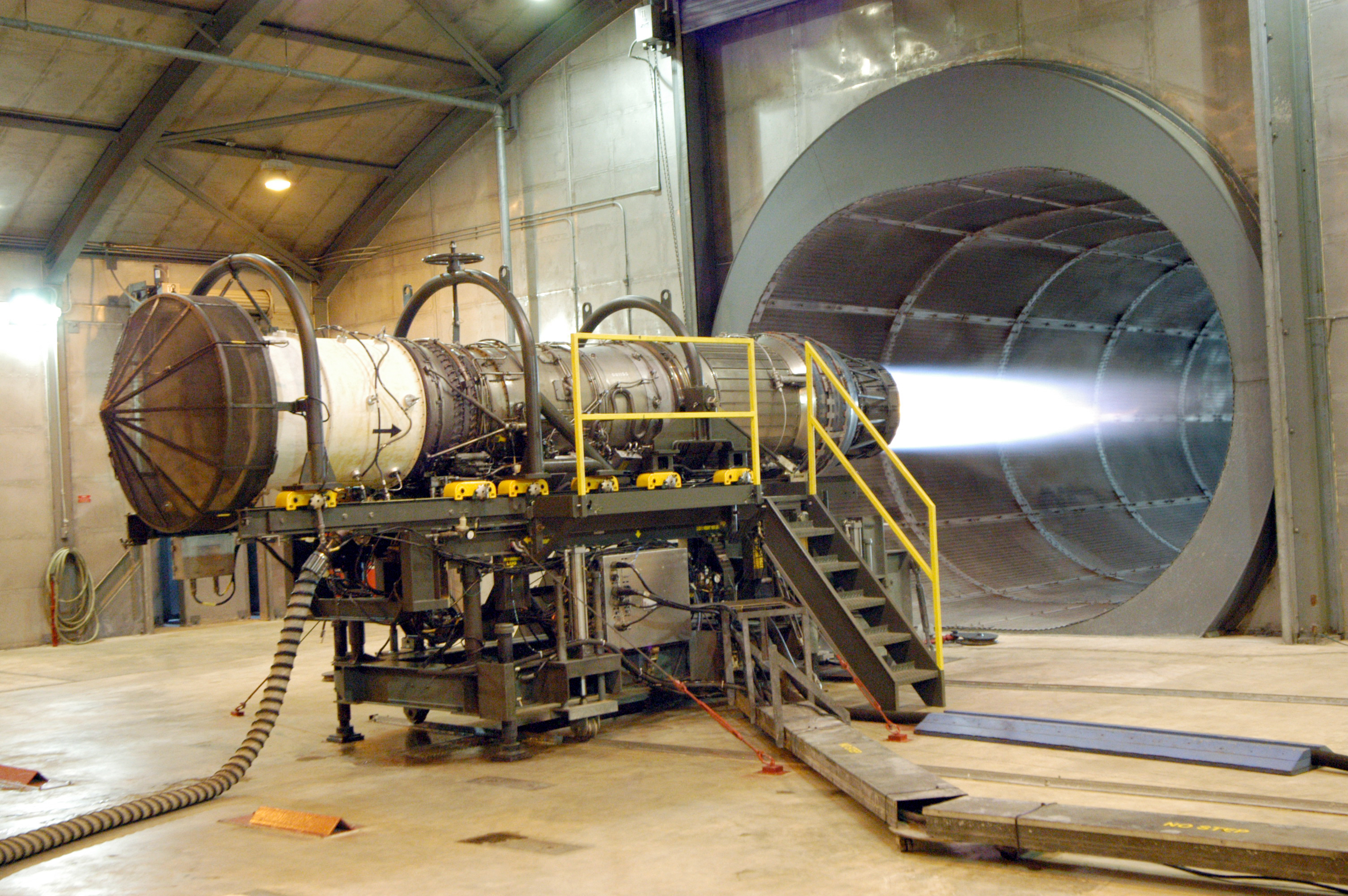
Silnik turboodrzutowy dwuprzepływowy
Pratt & Whitney F-100-PW-220

Turbina gazowa silnika turboodrzutowego

Silnik odrzutowy – silnik spalinowy, w którym pochodząca ze spalania paliwa energia cieplna jest przekształcana w energię kinetyczną gazów wypływających przez dyszę. Wyrzucane z dużą prędkością gazy będące produktem spalania tworzą siłę ciągu skierowaną w przeciwną stronę. Silnik odrzutowy utożsamiany jest często z silnikiem turboodrzutowym, dwuprzepływowym lub turbowentylatorowym. Do silników odrzutowych zalicza się też silnik rakietowy, silnik strumieniowy i silnik pulsacyjny. W silniku odrzutowym traktowanym jako silnik cieplny realizowany jest obieg Braytona-Joule'a.
Pierwszy silnik odrzutowy napędzany parą wodną skonstruował w I wieku naszej ery Heron z Aleksandrii (tzw. bania Herona) Jednak miał bardzo małą moc, zatem w owych czasach był traktowany jako ciekawostka i nie znalazł praktycznego zastosowania. W Chinach zostały wynalezione silniki rakietowe, które były stosowane już od XII wieku. Aż do XX wieku były one używane jedynie do zastosowań militarnych i napędu fajerwerków.
Pierwszy odrzutowy silnik lotniczy, tzw. motorjet powstał w 1910, jego konstruktorem był Henri Coandă (był użyty w samolocie Coandă-1910). Bazował na zainstalowanym w przedniej jego części silniku tłokowym, który sprężał powietrze jednocześnie je tłocząc do komory spalania, gdzie pod ciśnieniem mieszało się ono z olejem napędowym i spalało. Wzrost temperatury powodował rozszerzenie gazu, który wydostając się z silnika napędzał samolot na zasadzie odrzutu. Silniki tego typu były znacznie mniej wydajne od skonstruowanych później silników turboodrzutowych.
Pierwszy nowoczesny silnik turboodrzutowy opatentował w 1930 roku Anglik Frank Whittle. 27 sierpnia 1939 odbył swój pierwszy lot Heinkel He 178, pierwszy samolot z silnikiem turboodrzutowym.
Silniki odrzutowe podzielić można na przelotowe, w których utleniaczem niezbędnym do procesu spalania jest zasysane z otoczenia powietrze, oraz rakietowe, używające do tego celu utleniaczy przewożonych wraz z paliwem.
Typy silników odrzutowych:
- silnik rakietowy
- silniki odrzutowe przelotowe:
  - bezsprężarkowe:
    - silnik strumieniowy
    - silnik pulsacyjny

  - sprężarkowe:
    - motorjet
    - silnik turboodrzutowy
      - ze sprężarką odśrodkową
      - ze sprężarką osiową
      - silnik turboodrzutowy dwuprzepływowy
        - silnik turbowentylatorowy